# Perfuração gastrointestinal
Perfuração gastrointestinal, é um buraco na parede da parte do trato gastrointestinal. O trato gastrointestinal inclui o esôfago, estômago, intestino delgado e intestino grosso. Sintomas incluem grave dor abdominal e dor ao toque na área envolvida. Quando o buraco é no estômago ou parte inicial do intestino delgado, o início da dor geralmente é súbito, enquanto que com um buraco no intestino grosso o início pode ser mais gradual. A dor geralmente é constante. Sepse, com um aumento da frequência cardíaca, aumento da frequência respiratória, febre e confusão pode ocorrer.
A causa pode incluir um trauma, como de um ferimento por faca, comer um objeto pontiagudo ou um procedimento médico, tais como colonoscopia, obstrução intestinal , tais como devido a um volvo, câncer de cólon, ou diverticulite, úlceras de estômago, isquêmica do cólon e uma série de infecções, incluindo C. difficile. Um buraco permite que o conteúdo intestinal entre na cavidade abdominal. A entrada de bactérias resulta em uma condição conhecida como a peritonite ou na formação de um abscesso. Um buraco no estômago também pode levar a uma peritonite química devido ao ácido gástrico. Uma Tomografia computadorizada é, normalmente, o método preferido de diagnóstico; no entanto, ar livre a partir de uma perfuração muitas vezes pode ser visto em raios-X simples.
A perfuração em qualquer lugar ao longo do trato gastrointestinal, normalmente, requer uma cirurgia de emergência , na forma de uma laparotomia exploratória. Ela é, geralmente, realizada em associação com a administração fluidos intravenosos e antibióticos. Diferentes antibióticos podem ser utilizados, tais como piperacilina/tazobactam ou a combinação de ciprofloxacina e metronidazol. Ocasionalmente, o furo pode ser costurado, enquanto que outras vezes, uma ressecção intestinal é necessária. Mesmo com o máximo de tratamento o risco de morte pode chegar a 50%. Um buraco de uma úlcera de estômago ocorre em cerca de 1 por cada 10.000 pessoas por ano, enquanto que um de diverticulite ocorre em cerca de 0,4 por 10.000 pessoas por ano.

## Sinais e sintomas
Súbita dor no epigástrio para a direita da linha mediana indica perfuração de uma úlcera duodenal. Em uma úlcera gástrica a perfuração cria uma história de dor em queimação na região epigástrica, com flatulência e dispepsia. Uma história de abuso de drogas e ingestão insuficiente de alimentos podem estar presentes.
Na perfuração intestinal, a dor começa a partir do local de perfuração e espalha-se por todo o abdómen.
Perfuração gastrointestinal resulta em graves dores abdominais intensificadas pelo movimento, náuseas, vômitos e hematemesis. Posteriormente, podem aparecer os sintomas de febre e/ou calafrios.
Em qualquer caso, o abdômen torna-se rígido, com dor ao toque e dor à descompressão. Depois de algum tempo, o abdômen torna-se silencioso e sons do coração podem ser ouvidas em todas as partes. Paciente pára de eliminar flatos e contrair o intestino. O abdômen torna-se distendido.
Os sintomas de ruptura esofágica podem incluir início súbito de dor torácica.

## Causas
Causas subjacentes incluem úlceras gástricas, úlceras duodenais, apendicite, câncer gastrointestinal, diverticulite, doença inflamatória intestinal, síndrome da artéria mesentérica superior, trauma e ascaridíase. A febre tifóide, anti-inflamatprios não-esteróides, a ingestão de corrosivos podem também ser responsáveis.

## Diagnóstico
Ao exame de raios x, o gás pode ser visível na cavidade abdominal. O gás é facilmente visualizado no raio-x , enquanto o paciente está na posição vertical. A perfuração pode muitas vezes ser visualizada utilizando a tomografia computadorizada. Células brancas do sangue estão, geralmente, aumentadas.

## Tratamento
A intervenção cirúrgica é quase sempre necessária em forma de laparotomia exploratória e fechamento da perfuração com lavagem peritoneal. Ocasionalmente, eles podem ser tratados por laparoscopia.
Tratamento conservador incluindo terapia intravenosa de fluidos, antibióticos, aspiração nasogástrica e descanso intestinal  é indicado somente se a pessoa apresenta sinais de redução da consciência e clinicamente estável.